# Bernard Meretyn
Bernard Meretyn (17. století — 3. nebo 4. ledna 1759) byl barokní architekt německého původu. Působil převážně v historickém regionu Halič (Bučač, Lvov, dnes Ukrajina). Byl kmotrem Jana Jiřího Pinsla.

## Dílo
- Radnice v obci Bučač
- Řeckokatolická katedrála svatého Jiří, Lvov
- Socha sv. Jana Nepomuckého v obci Bučač (bolševiky zničena, dnes kopie)
- Socha Panny Marie, Bučač (bolševiky zničena, dnes kopie)
- Kostel v obci Hodovycja (nedaleko Lvova)
- Kostel v obci Horodenka
- Oltář v kostele v obci Monastyryska (bolševiky zničeny)